# Isoetes azorica
Isoetes azorica là một loài dương xỉ trong họ Isoetaceae. Loài này được Durieu ex Milde mô tả khoa học đầu tiên năm 1867.
Danh pháp khoa học của loài này chưa được làm sáng tỏ. 